# Erythromma
Erythromma Charpentier, 1840 è un genere di zigopteri, o damigelle, della famiglia Coenagrionidae.

## Descrizione
Il genere presenta un corpo allungato, caratteristica comune a tutti gli zigotteri, di colorazione blu e nera, con occhi molto grandi, antenne corte e due paia di ali trasparenti che a riposo, al contrario degli anisotteri, tengono verticali e chiuse sopra il corpo.

## Tassonomia
Il genere comprende le seguenti specie:
- Erythromma humerale Selys, 1887
- Erythromma lindenii (Selys, 1840)
- Erythromma najas (Hansemann, 1823)
- Erythromma viridulum (Charpentier, 1840)

La specie Erythromma tinctipennis McLachlan, 1894 è stata assegnata al genere Huosoma (Huosoma tinctipenne (McLachlan, 1894)).